# روز استیسی
روز استیسی (انگلیسی: Stacey Day؛ زادهٔ ۲۹ نوامبر ۱۹۸۸) بازیکن فوتبال اهل استرالیا است.